# Jacinto Vera
Para el barrio de Montevideo véase Jacinto Vera (Montevideo)
Jacinto Vera Durán (Océano Atlántico, 3 de julio de 1813 - Pan de Azúcar, Uruguay, 6 de mayo de 1881) fue el primer obispo de Montevideo. Fue beatificado por el Papa Francisco el 6 de mayo de 2023.

## Biografía

### Primeros años
Nació en el Océano Atlántico en el barco que llevaba a su familia desde Canarias a Uruguay en 1813. Sus padres, Gerardo Vera y Josefa Durán, provenían de Tinajo, Lanzarote (Islas Canarias). Fue bautizado durante una escala del barco en Nossa Senhora do Desterro, hoy  Florianopolis, en la Isla de Santa Catarina, Brasil. Luego de unos años, él, sus padres y sus hermanos (Dionisio Antonio de los Dolores, María Teodora y Mariana; el mayor Francisco había probablemente muerto en Brasil) continuaron el viaje hacia Uruguay.
Vivieron unos seis años en una chacra arrendada en el Abra del Mallorquín, entre San Carlos y Pan de Azúcar. Posteriormente compraron una chacra en la zona de Toledo (Canelones). Hizo su primera comunión en la Capilla de Ntra. Señora del Carmen, llamada de Doña Ana, donde hoy está el vivero nacional Alejandro Gallinal.
En 1832 sintió la vocación sacerdotal. Estudió como pudo con sacerdotes y de 1836 a 1841 fue alumno de los padres Jesuitas en Buenos Aires. Destacó por su inteligencia, por su virtud, por su religiosidad y también por la atracción que ejercía su personalidad despierta, aguda y alegre.

### Sacerdocio
Fue ordenado sacerdote el 28 de mayo de 1841 por Monseñor Mariano Medrano y ofició la primera Misa el 6 de junio  en la Iglesia de las Catalinas de Buenos Aires. El recién ordenado sacerdote regresó al Uruguay, destinado a teniente Cura de Nuestra Señora de Guadalupe en Canelones.
El 4 de octubre de 1859 fue nombrado vicario apostólico de Uruguay y asumió el 14 de diciembre.
Pronto hubo de intervenir en un Hospicio de frailes franciscanos. Según los informes de la orden religiosa estos sacerdotes tenían una conducta desordenada y se acusaban unos a otros de diversos delitos. El conflicto no se debió a motivos ideológicos ni políticos, sino que fue de orden interno. Sin embargo, alguno de los religiosos acudió a las autoridades judiciales contra el vicario y la prensa anticatólica aprovechó la situación para intentar desacreditar a Jacinto Vera.
Vera procuró la renovación del clero y para ello, en enero de 1860, convocó los primeros ejercicios espirituales de los sacerdotes. Enseguida comenzó un viaje misional por parte de la campaña que duró desde el 25 de abril de 1860 hasta enero de 1861.
Una confrontación con los masones -y con la autoridad pública- surgió en abril de 1861. Al no querer enterrar con rito católico al señor Jacobsen, que había muerto declarándose masón, un grupo de la franco-masonería quiso imponer su entierro en el cementerio católico. Hubo muchas acusaciones y se llegó a un arreglo por el que se dictó una norma para cementerios, se eligió el capellán católico y Vera ordenó que -dado que en el cementerio católico se enterraba a algunos no católicos- desde entonces se bendijera cada una de las tumbas.
Una larga confrontación surgió a mediados de 1861. El presbítero Juan José Gregorio Brid Marin, cura de la Iglesia Matriz y senador de la República, tenía mucho prestigio social, pero también desatendía su ministerio y frecuentemente causaba escándalo. Los católicos más cercanos a la Iglesia,  querían su cambio por un sacerdote más entregado y santo. Pero Brid tenía el apoyo social de mucha gente, de políticos y de algunos masones.
Vera buscó la forma de proponer algún ayudante para la Parroquia de la Matriz, a fin de evitar las divisiones. Sin embargo, desde el Gobierno se quiso interpretar la situación según un supuesto derecho de Patronato, que la Constitución declaraba y la Iglesia nunca reconoció, y que se interpretaba de forma arbitraria y abusiva. En estas circunstancias Jacinto Vera defendió la libertad de la Iglesia en el que fue llamado conflicto eclesiástico, cuando según la interpretación del Gobierno se quería someter el nombramiento y retiro de párrocos a la aprobación de la autoridad civil. Padeció el destierro en Buenos Aires desde el 8 de octubre de 1862 hasta el 23 de agosto de 1863. Pío IX aprobó su actuación y lo nombró Prelado Doméstico. Como resultado de esta larga situación el pueblo valoró más aún a Jacinto Vera. Él obtuvo la libertad en los nombramientos eclesiásticos, lo que le permitió mejorar la atención y el gobierno del clero, buscando párrocos de buena conducta, sin las presiones sociales y políticas.

### Episcopado
El Presidente interino Atanasio Aguirre solicitó del Papa el nombramiento episcopal de D. Jacinto Vera. En diciembre de 1864 socorrió a las familias refugiadas en la Isla de la Caridad, durante el sitio de Paysandú. El 16 de julio de 1865 fue ordenado obispo por monseñor Mariano José de Escalada, con el título de Megara.
En 1867 viajó a Roma para el XIX Centenario del martirio de San Pedro y recorrió Italia, Francia, España y Portugal. En 1870 participó en el Concilio Vaticano I. Viajó a Tierra Santa.
Del 10 al 17 de julio de 1871 llevó adelante una misión de paz entre el general Timoteo Aparicio y el ejército gubernista del presidente Lorenzo Batlle. Al fracasar la mediación tuvo lugar la batalla de Manantiales.
Apoyó ampliamente el retorno de los jesuitas al Uruguay, que se instalaron definitivamente en Montevideo el 3 de septiembre de 1872. Propició la presencia de los salesianos en el Uruguay, cuyo primer grupo llegó el 26 de diciembre de 1876. Mantuvo correspondencia epistolar con San Juan Bosco, quien lo apreciaba mucho.
El 15 de julio de 1878 fue proclamado primer obispo de Montevideo. El 16 de diciembre de 1878 bendijo la primera piedra del Seminario Conciliar de Montevideo, encomendado a la Compañía de Jesús, que recibió sus primeros alumnos en 1880. La institución continuó posteriormente como Colegio del Sagrado Corazón y, aparte, como Seminario Interdiocesano Cristo Rey.

### Fallecimiento
Durante una misión, falleció en Pan de Azúcar el 6 de mayo de 1881. Sus funerales fueron la manifestación más grande de la época. En poco tiempo, por suscripción popular, se levantó el hermoso monumento funerario en la Catedral de Montevideo. Murió con fama de santidad y fue elogiado por hombres de todas las posiciones, aún por sus adversarios, como hombre íntegro, de gran virtud, generoso, Padre de los pobres, a quienes entregaba todo lo que tenía. Fue la persona más conocida y querida por el pueblo en el Uruguay de la segunda mitad del Siglo XIX.
Es considerado el padre de la Iglesia en el Uruguay, como primer obispo, fundador del clero nacional, organizador del laicado y de la prensa católica. Propició la llegada de congregaciones religiosas masculinas y femeninas y fomentó la enseñanza católica. Fue un gran misionero que recorrió tres veces todo el país en un recorrido que se calcula de 150.000 km., en tiempos en que no había casi caminos ni puentes.

## Causa de canonización
La Positio, o alegato de la causa, (realizada por monseñor Alberto Sanguinetti) fue aceptada por la Congregación para las causas de los santos y se ha reconocido su valor histórico. 
Tras un largo estudio de las virtudes heroicas, Jacinto Vera fue proclamado Venerable por el papa Francisco en mayo de 2015.
El sábado 17 de diciembre de 2022, el papa Francisco reconoció un milagro atribuido a Jacinto Vera, lo que confirma su beatificación. El 6 de mayo de 2023, en el Estadio Centenario de Montevideo se lleva a cabo la celebración de la beatificación del primer obispo de tierras uruguayas en una celebración eucarística presidida por el legado del Papa, el cardenal Paulo Cezar Costa, que fue transmitida en vivo para todo el mundo por ICMtv, el canal de la arquidiócesis de Montevideo. 

## Legado

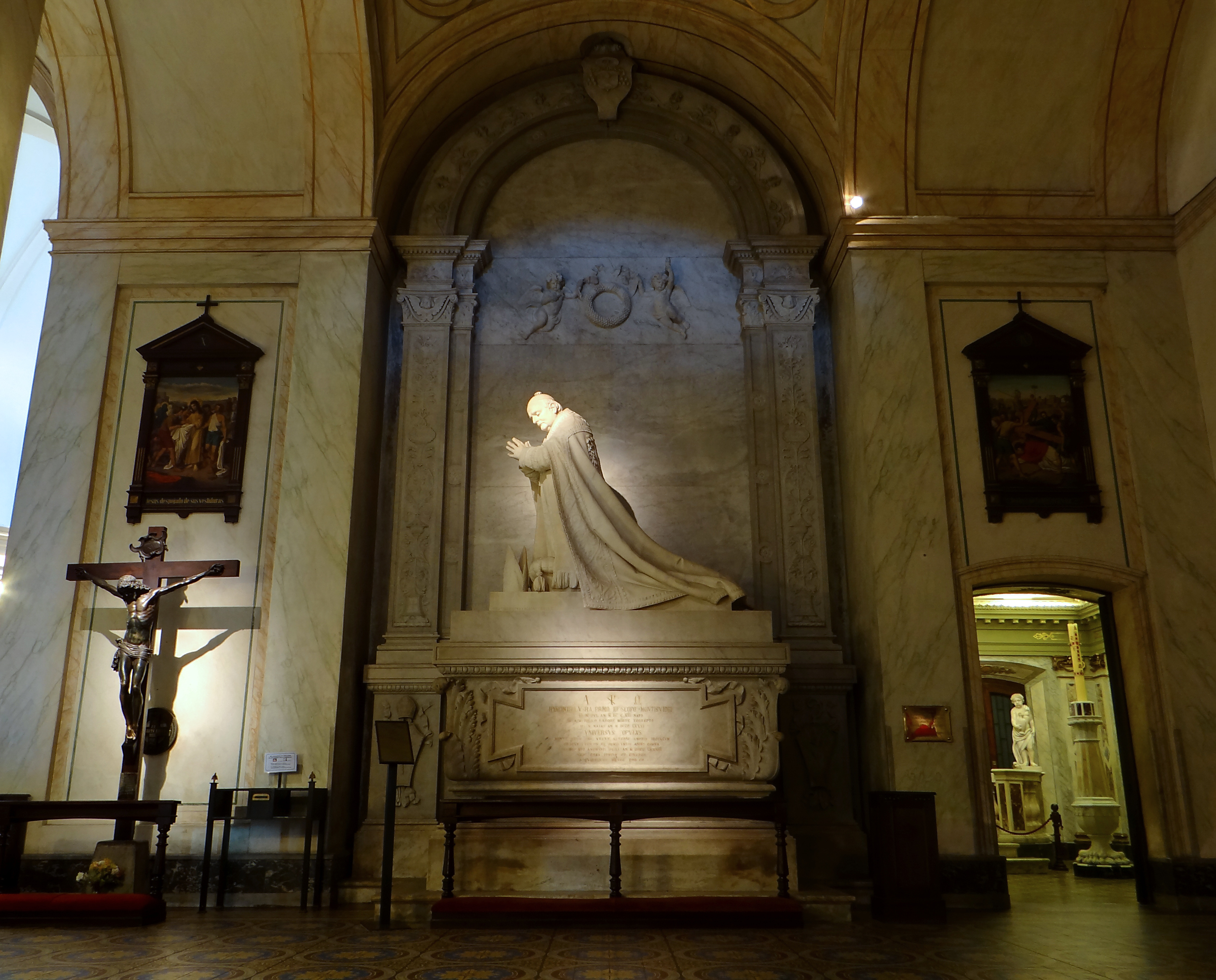
Jacinto Vera sepulcro en 2013.

Un barrio de Montevideo lleva su nombre.
Su hermana María de Vera y Durán donó los terrenos para la población de San Jacinto, que fue denominada así en honor al obispo.
En diversos lugares se recuerda su presencia: Museo Jacinto Vera en Pan de Azúcar (se trata de la casa donde falleció en misión), Hogar Sacerdotal Monseñor Jacinto Vera en Montevideo. Cruz Alta en Florida y La Cruz en Tacuarembó recuerdan cruces de misiones de Jacinto Vera. La primera de ellas fue colocada en 1865 en Minas, donde hoy es la Capilla de la Cruz, frente al Molino Viejo.
Su monumento sepulcral se encuentra en la Catedral Metropolitana de Montevideo, inaugurado el 11 de diciembre de 1913. Se puede ver una grandiosa estatua de Mons. Jacinto Vera arrodillado, en oración, con la mitra sobre el suelo. En la Parroquia de Nuestra Señora del Carmen del Cordón de Montevideo, se encuentra su corazón. En la Iglesia Catedral de Canelones se depositaron sus vísceras y en el atrio hay una estatua de pie, de tamaño natural inaugurada en 2013, con una placa que recuerda el bicentenario de su nacimiento.